# Hirtodrosophila lamingtoni
Hirtodrosophila lamingtoni är en tvåvingeart som först beskrevs av Bock 1982.  Hirtodrosophila lamingtoni ingår i släktet Hirtodrosophila och familjen daggflugor. Inga underarter finns listade i Catalogue of Life.